# Mononchus macrostoma
Mononchus macrostoma är en rundmaskart som beskrevs av Bastian 1865. Mononchus macrostoma ingår i släktet Mononchus och familjen Mononchidae. Arten är reproducerande i Sverige. Inga underarter finns listade i Catalogue of Life.